# 井礦集團
冀中能源井陘礦業集团有限公司（Jizhong Energy Jingxing Mining Group Company Limited），冀中能源集團旗下公司，是以煤炭开采、洗选加工、煤炭物流、煤焦化、电力、建筑、橡胶运输带制造等業務。它的总部位于河北井陘。董事長為李明朝。
其集團前身為井陘礦務局，是在1898年開始成立，2006年6月16日和河北金能集团有限公司合併，到了2008年6月，和河北金牛能源集團統一組成冀中能源集團有限責任公司，成為旗下公司。